# اوگ، رادیش
اوگ (به آلمانی: Aug-Radisch) یک منطقهٔ مسکونی در اتریش است که در زودوست‌اشتایرمارک واقع شده‌است. اوگ ۴٫۴۸ کیلومتر مربع مساحت دارد ۳۰۰ متر بالاتر از سطح دریا واقع شده‌است.